# Comuna Zelenîi Luh, Peatîhatkî
Zelenîi Luh (în ucraineană Зелений Луг) este o comună în raionul Peatîhatkî, regiunea Dnipropetrovsk, Ucraina, formată din satele Kasînivka, Osîkuvate, Petrivka și Zelenîi Luh (reședința).

## Demografie
Componența lingvistică a satului Zelenîi Luh
     Ucraineană (89,65%)
     Rusă (9,22%)
     Alte limbi (0,73%)
Conform recensământului din 2001, majoritatea populației satului Zelenîi Luh era vorbitoare de ucraineană (89,65%), existând în minoritate și vorbitori de rusă (9,22%).